# Leif Aare
Leif Göran Peder Aare (* 1. August 1933 in Stockholm; † 29. Januar 2025) war ein schwedischer Musikkritiker, Schriftsteller und Pianist.

## Leben
Leif Aare studierte von 1952 bis 1956 Klavier bei Olof Wibergh (1890–1962) an der Königlichen Musikhochschule Stockholm und debütierte 1957 mit einem Soloabend in Stockholm. Gelegentliche Auftritte im Sveriges Radio folgten. An der Universität Uppsala erwarb er einen Abschluss in  Musikwissenschaft und studierte danach von 1957 bis 1958 an der Accademia Santa Cecilia in Rom bei Carlo Zecchi. Er studierte auch bei Gottfrid Boon (1886–1981) in Stockholm.  Zwischen 1960 und 1966 war er Musikkritiker bei Stockholms-Tidningen und von 1966 bis 1970 bei Göteborgs Handels- och Sjöfartstidning. 1970 wurde er zum ersten Musikkritiker bei Dagens Nyheter und arbeitete dort bis 1998. Pro Jahr schrieb er über ungefähr hundert Konzerte und Vorstellungen Kritiken. Er verfasste außerdem Biographien, 1978 über den Komponisten Allan Pettersson und 1995 über den Dirigenten Sixten Ehrling. Für diverse LPs und CDs schrieb er die musikwissenschaftlichen Artikel der Beilagen. Er wohnte in Sigtuna.

## Werke (Auswahl)
- Allan Pettersson.  Norstedt, Stockholm, 1978 231 Seiten ISBN 978-9117834128
- Maestro : Sixten Ehrling : en dirigent och hans epok [ein Dirigent und seine Epoche]  Fischer, Stockholm, 1995 280 Seiten ISBN 978-9170547515